# 中井1号墳
中井1号墳（なかいいちごうふん）は、埼玉県北本市にある古墳。中井古墳群を構成する1基。
直径20メートルの周溝をもつ円墳で、凝灰岩製の胴張りのある横穴式石室をもつ。石室から大刀片、墳丘から人物埴輪頭部、家形埴輪片、円筒埴輪が発掘された。北本市史編纂事業に伴う調査で、人物埴輪の中に渡来人を模したものがあることが確認され、またこれらの埴輪は生出塚埴輪窯跡で生産されたものであることが判明している。6世紀後半の築造。
人物埴輪は1978年（昭和53年）3月15日付けで北本市指定文化財に指定された。